# Parafia Wszystkich Świętych w Strzelcach
Parafia Wszystkich Świętych w Strzelcach znajdująca się w dekanacie świdnickim wschodnim w diecezji świdnickiej. Była erygowana w XIV w. Jej proboszczem jest ks. kan. Jarosław Leśniak.

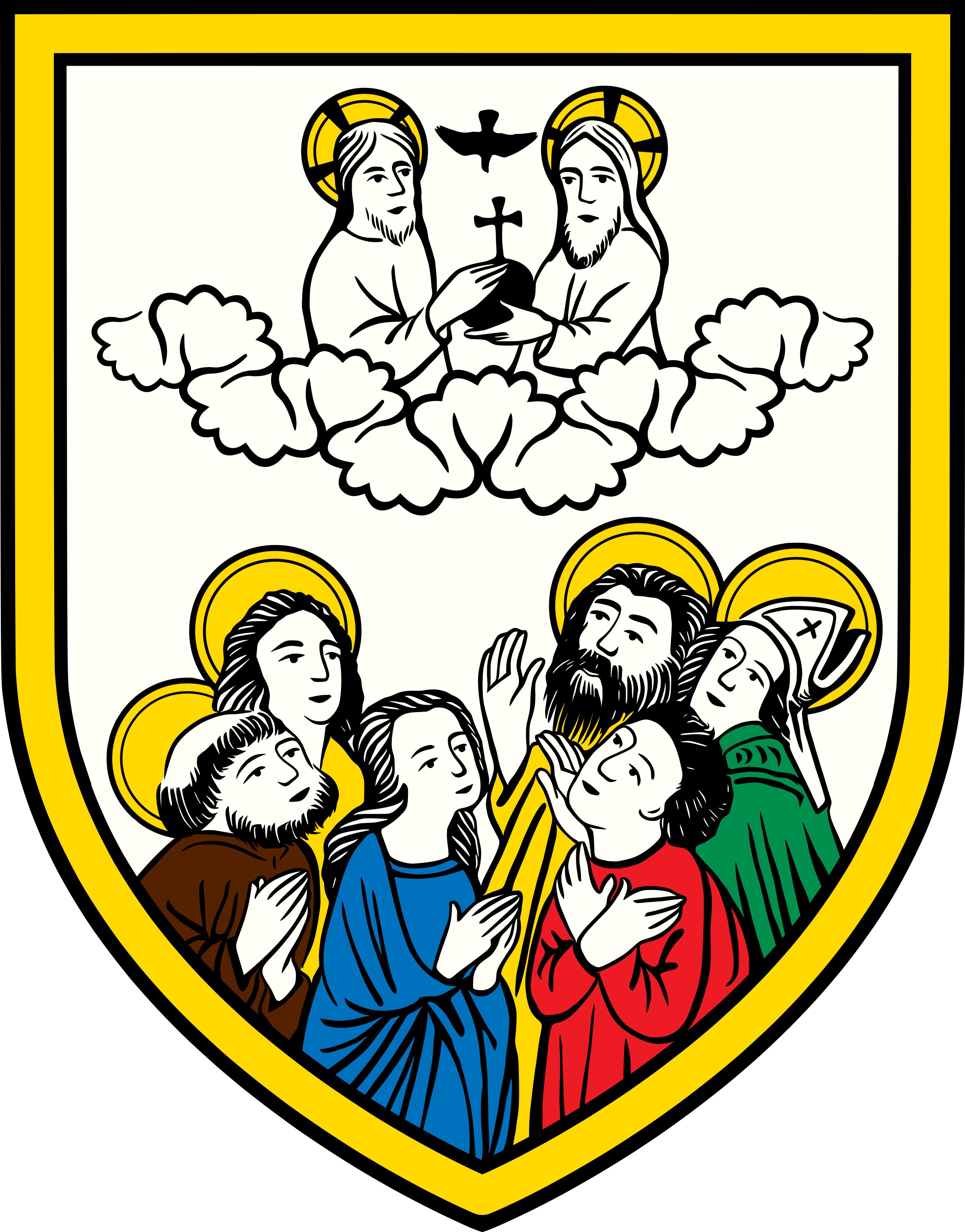
Herb parafii
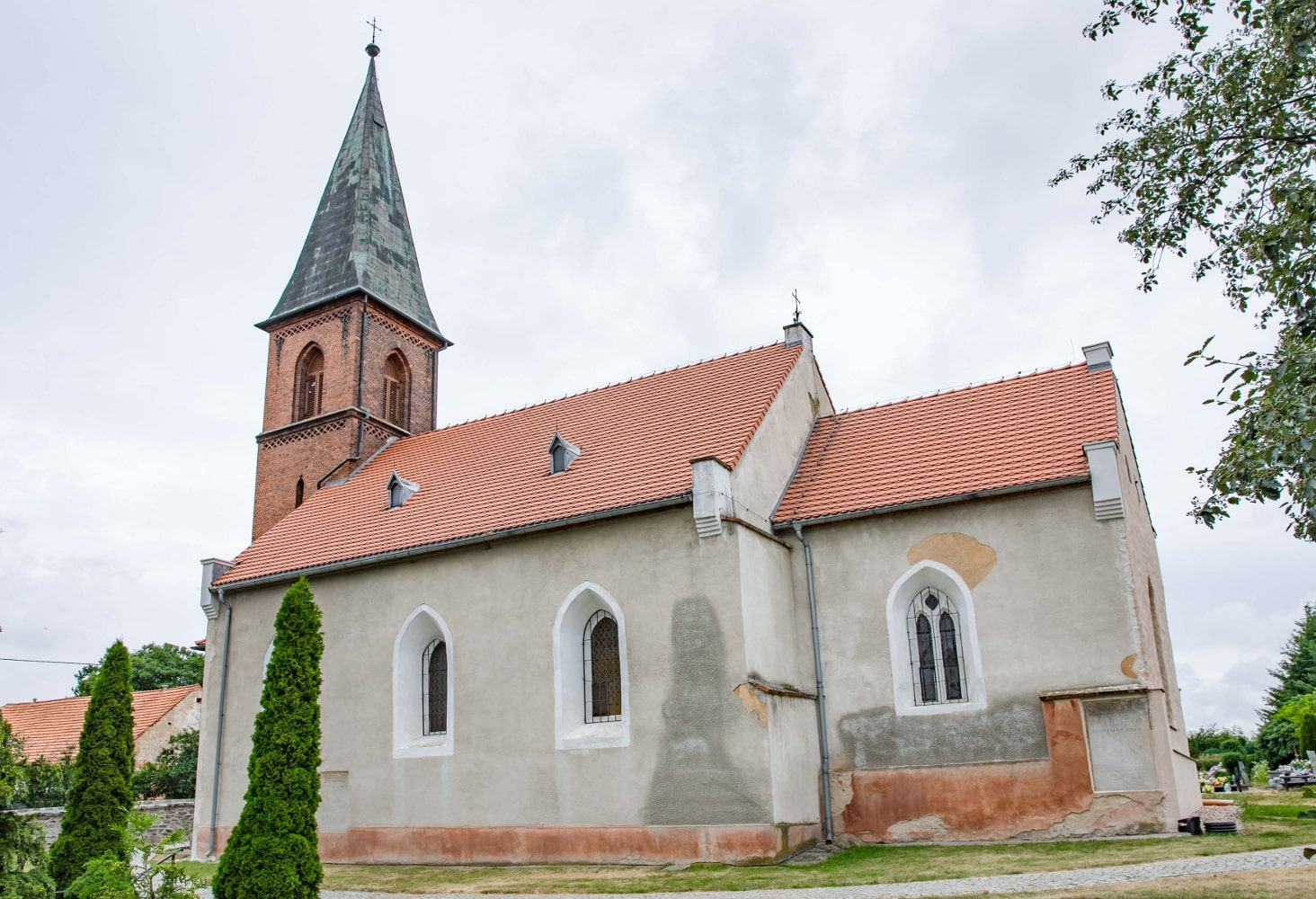
Kościół św. Marcina w Goli Świdnickiej
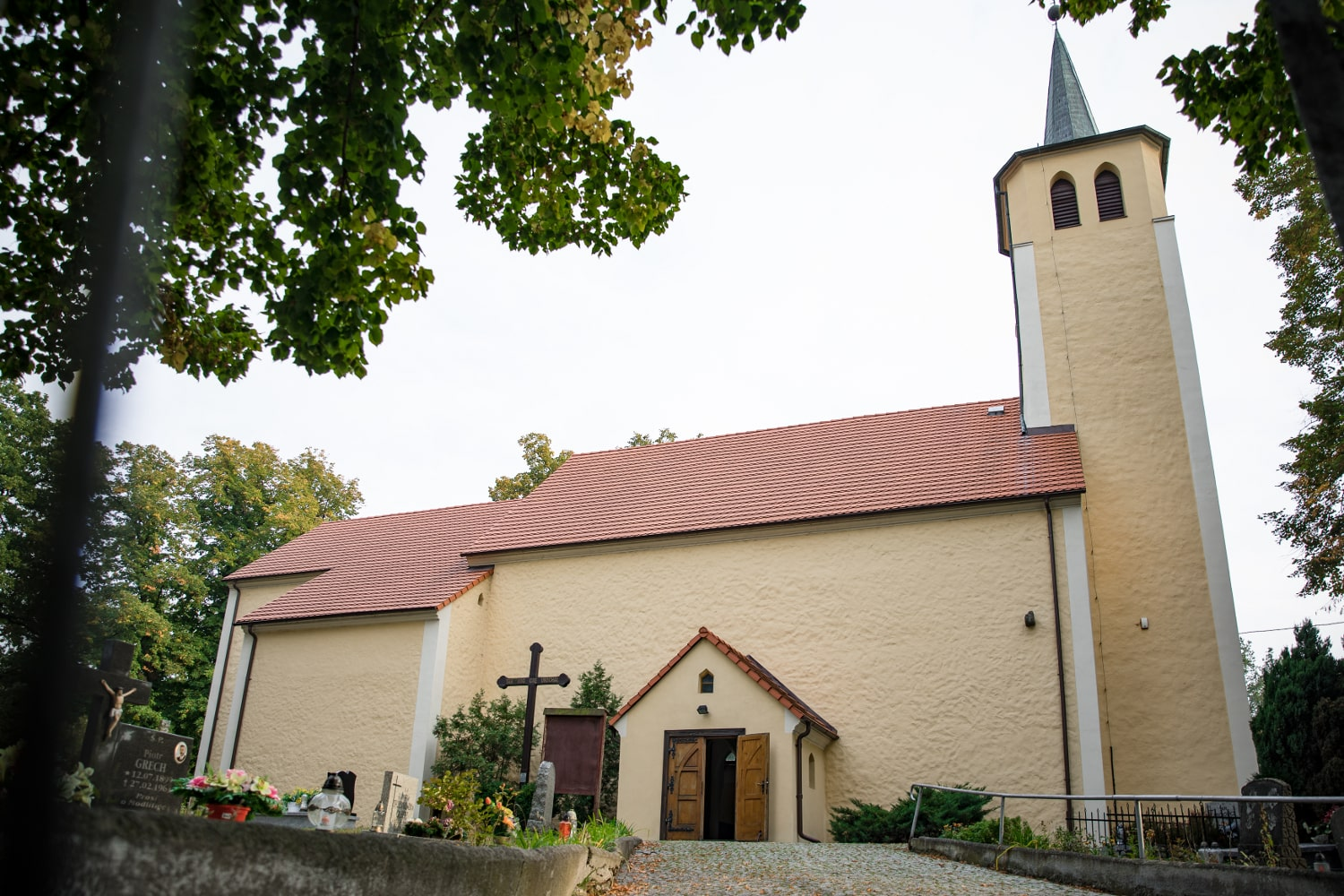
Kościół MBR w Szczepanowie

## Kościoły
- Kościół Wszystkich Świętych w Strzelcach parafialny
- Kościół św. Marcina w Goli Świdnickiej filialny
- Kościół Matki Bożej Różańcowej w Szczepanowie filialny

## Miejscowości należące do parafii
- Gola Świdnicka
- Krasków
- Strzelce
- Szczepanów
- Tworzyjanów

## Proboszczowie
- ks. prałat Tadeusz Dudek (1958-2009)
- ks. kan. mgr lic. Grzegorz Ławniczak (2009-2014)
- ks. kan. mgr lic. Marcin Czchowski (2014-2022)
- ks. kan. Jarosław Leśniak (od 2022)